# NGC 5897
NGC 5897 هي مجرة تتبع كوكبة الميزان. اكتشفها ويليام هيرشل في 10 مارس 1785.

## روابط خارجية
- NGC 5897 على موقع ويكي سكاي: DSS2, SDSS, GALEX, IRAS, Hydrogen α, X-Ray, Astrophoto, Sky Map, Articles and images